# ادوارد نالباندیان
ادوارد آغوانی نالباندیان (ارمنی: Էդվարդ Աղվանի Նալբանդյան؛ زادهٔ ۱۶ ژوئیهٔ ۱۹۵۶) یک دیپلمات اهل ارمنستان است که از تاریخ آوریل ۲۰۰۸ تا تاریخ ۱۲ مه ۲۰۱۸ در دولت تیگران سارگسیان، دولت هوویک آبراهامیان، دولت کارن کاراپتیان و دولت دوم سرژ سارگسیان سمت وزیر امور خارجه ارمنستان را برعهده داشت.

## زندگی‌نامه
در ۱۶ ژوئیهٔ ۱۹۵۶ در ایروان به دنیا آمد و از پژوهشکده دولتی ارتباطات بین‌المللی مسکو فارغ‌التحصیل شد. وی همچنین برنده مدال مخیتار گش شده‌است.

## سمت‌ها
نالباندیان از سال ۱۹۹۲ تا ۱۹۹۸ ابتدا کاردار و سپس سفیر ارمنستان در مصر بود. سپس وی در سال ۱۹۹۹ به عنوان سفیر ارمنستان فرانسه برگزیده شد؛ در حالیکه این سمت را بر عهده داشت به صورت همزمان سفیر ارمنستان در سریر مقدس، اسرائیل، و آندورا نیز بود.
پس از اینکه سرژ سارگسیان در تاریخ ۱۴ آوریل ۲۰۰۸ به ریاست جمهوری ارمنستان برگزیده شد وی را به عنوان وزیر امورخارجه ارمنستان تعیین نمود.